# Большой Кундыш
Большо́й Ку́ндыш (мар. Кугу Кундыш) — река в Кировской области и Марий Эл, правый приток Большой Кокша́ги (бассейн Волги). Длина — 173 км, площадь бассейна — 1710 км². Большой Кундыш течёт в болотистой местности Волго-Ветлужского полесья, питание снеговое. На реке посёлок городского типа Килемары (в Марий Эл).
Высота устья — 75 м над уровнем моря. Уклон реки — 0,48 м/км.

## Притоки (км от устья)
- 9,1 км: река Лужа (пр)

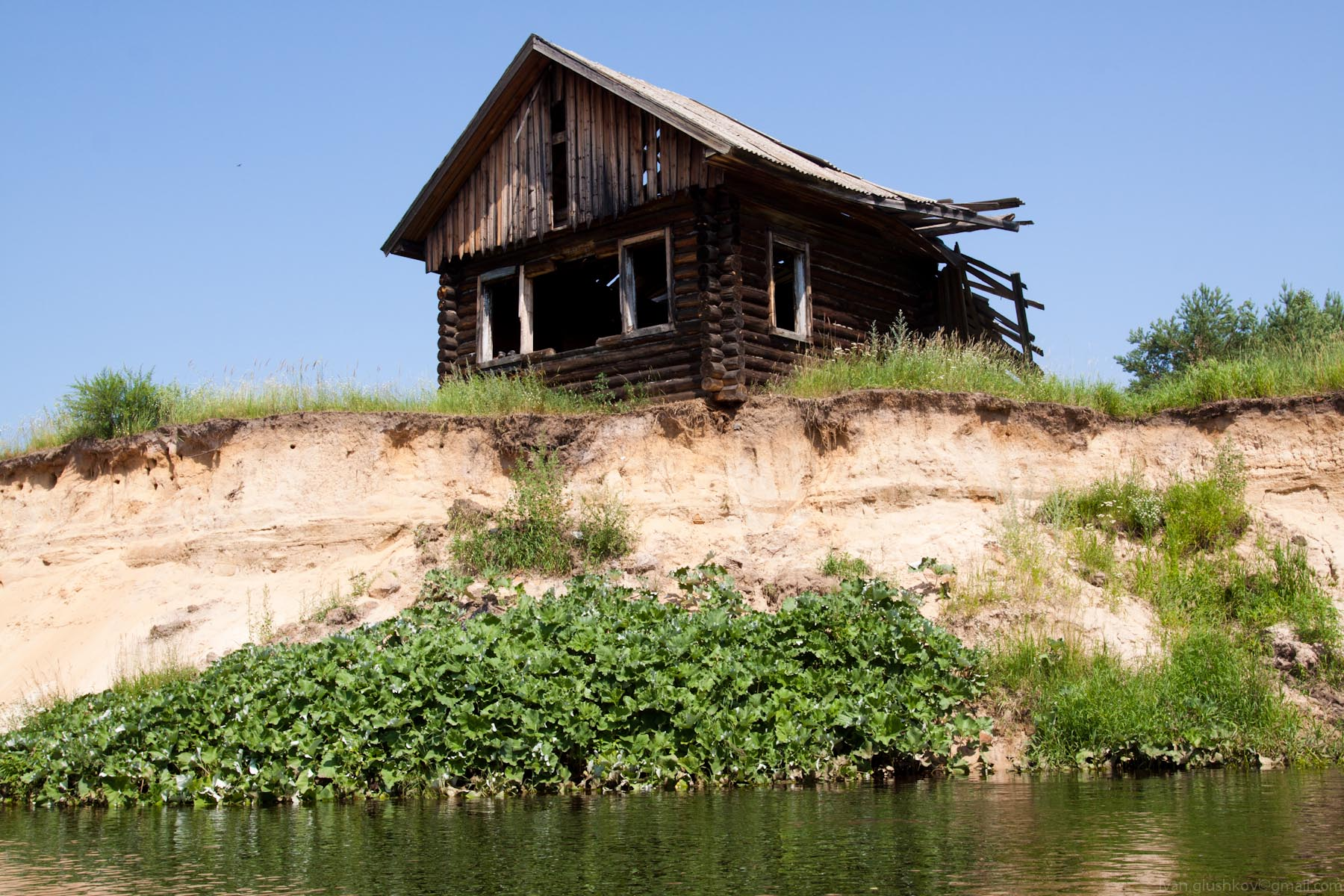
Заброшенное домовладение. Левый берег Большого Кундыша

- 28 км: река Большая Ирыкша (Большой Ирыкш) (лв)
- 48 км: ручей Южовка
- река Пинешка (лв)
- река Килемары (лв)
- река Шумка (лв)
- река Шарда (пр)
- ручей Моховой (пр)
- река Чажа (лв)
- 88 км: река Нолгаш (пр)
- 99 км: река Пинежка (пр)
- 103 км: река Вонгус (пр)
- река Шалендур (лв)
- река Васля (лв)
- река Морозиха (лв)
- 133 км: река Киндюк (пр)
- 136 км: река Юкшумка (пр)
- 143 км: река Ухта (пр)
- река Майда (лв)
- 158 км: река Перчваж (пр)

## Данные водного реестра
По данным государственного водного реестра России относится к Верхневолжскому бассейновому округу, водохозяйственный участок реки — Волга от Чебоксарского гидроузла до города Казань, без рек Свияга и Цивиль, речной подбассейн реки — Волга от впадения Оки до Куйбышевского водохранилища (без бассейна Суры). Речной бассейн реки — (Верхняя) Волга до Куйбышевского водохранилища (без бассейна Оки).
Код объекта в государственном водном реестре — 08010400712112100000831.